# Otto IV van Bourgondië
Otto IV van Bourgondië (Ornans, circa 1248 - Melun, 26 maart 1303) was van 1279 tot 1303 graaf van Bourgondië. Hij behoorde tot het huis Ivrea.

## Levensloop
Hij was de oudste zoon van Hugo III van Chalon en gravin Adelheid van Bourgondië. Na het overlijden van zijn moeder in 1279 werd hij graaf van Bourgondië en resideerde in deze functie voornamelijk in Gray in het huidige departement Haute-Saône.
Otto IV kwam echter in conflict met zijn oom, graaf Jan I van Chalon-Arlay, die na het overlijden van zijn moeder in 1279 het vrijgraafschap Bourgondië in bezit had genomen. Hierop besloot hij steun te zoeken bij het koninkrijk Frankrijk. Zo nam hij in 1284-1285 deel aan de veldtochten van koning Filips III tegen het koninkrijk Sicilië en het koninkrijk Aragon.
Op 9 juni 1291 sloot Otto IV met koning Filips IV van Frankrijk het verdrag van Evreux. Dit hield in dat als Otto zonder mannelijke nakomelingen zou sterven, zijn oudste dochter Johanna aan een zoon van Filips zou uitgehuwelijkt worden. Vervolgens sloten Filips IV en Otto IV in 1295 het verdrag van Vincennes, waarin de voorwaarden van het verdrag van Evreux werden bevestigd. In het verdrag werd echter gezet dat als Otto IV mannelijke nakomelingen zou krijgen die zouden uitgesloten worden van erfopvolging en dat het vrijgraafschap Bourgondië naar een zoon van Filips IV zou gaan. 
In 1302 nam hij deel aan de veldtocht van Filips IV tegen het graafschap Vlaanderen, maar hij raakte tijdens de Guldensporenslag zwaargewond. Hij werd vervolgens naar Melun gebracht, waar hij begin 1303 aan zijn verwondingen bezweek.

## Huwelijken en nakomelingen
In 1263 huwde hij met Philippa van Bar, dochter van graaf Theobald II van Bar. Ze kregen een dochter:
- Alix (overleden na 1285)

Na het overlijden van zijn eerste echtgenote hertrouwde hij in 1285 met Mathilde van Artesië (1270-1329), dochter van graaf Robert II van Artesië. Ze kregen volgende kinderen:
- Johanna II (1291-1330), gravin van Bourgondië, huwde met koning Filips V van Frankrijk
- Blanca (1294-1326), huwde met koning Karel IV van Frankrijk
- Robert (1300-1317), graaf van Bourgondië

## Voorouders
| Voorouders van Otto IV van Bourgondië (1248-1303) | Voorouders van Otto IV van Bourgondië (1248-1303)                      | Voorouders van Otto IV van Bourgondië (1248-1303)                      | Voorouders van Otto IV van Bourgondië (1248-1303)                      | Voorouders van Otto IV van Bourgondië (1248-1303)                      | Voorouders van Otto IV van Bourgondië (1248-1303)                           | Voorouders van Otto IV van Bourgondië (1248-1303)                           | Voorouders van Otto IV van Bourgondië (1248-1303)                           | Voorouders van Otto IV van Bourgondië (1248-1303)                           |
| ------------------------------------------------- | ---------------------------------------------------------------------- | ---------------------------------------------------------------------- | ---------------------------------------------------------------------- | ---------------------------------------------------------------------- | --------------------------------------------------------------------------- | --------------------------------------------------------------------------- | --------------------------------------------------------------------------- | --------------------------------------------------------------------------- |
| Overgrootouders                                   | Stefanus III van Auxonne (1172-1241) ∞ Beatrix van Chalon (1174-1227)  | Stefanus III van Auxonne (1172-1241) ∞ Beatrix van Chalon (1174-1227)  | Hugo III van Bourgondië (1142-1192) ∞ Beatrix van Albon (1161-1228)    | Hugo III van Bourgondië (1142-1192) ∞ Beatrix van Albon (1161-1228)    | Berthold IV van Meranië (1204-1272) ∞ Agnes van Rochlitz (1154-1195)        | Berthold IV van Meranië (1204-1272) ∞ Agnes van Rochlitz (1154-1195)        | Otto I van Bourgondië (1167-1200) ∞ Margaretha van Blois (1170-1230)        | Otto I van Bourgondië (1167-1200) ∞ Margaretha van Blois (1170-1230)        |
| Grootouders                                       | Jan I van Chalon (11190-1267) ∞ Mahaut van Bourgondië (1190-1242)      | Jan I van Chalon (11190-1267) ∞ Mahaut van Bourgondië (1190-1242)      | Jan I van Chalon (11190-1267) ∞ Mahaut van Bourgondië (1190-1242)      | Jan I van Chalon (11190-1267) ∞ Mahaut van Bourgondië (1190-1242)      | Otto I van Meranië (1180-1234) ∞ 1208 Beatrix II van Bourgondië (1191-1231) | Otto I van Meranië (1180-1234) ∞ 1208 Beatrix II van Bourgondië (1191-1231) | Otto I van Meranië (1180-1234) ∞ 1208 Beatrix II van Bourgondië (1191-1231) | Otto I van Meranië (1180-1234) ∞ 1208 Beatrix II van Bourgondië (1191-1231) |
| Ouders                                            | Hugo van Chalon (1220-1266) ∞ 1236 Adelheid van Bourgondië (1209-1279) | Hugo van Chalon (1220-1266) ∞ 1236 Adelheid van Bourgondië (1209-1279) | Hugo van Chalon (1220-1266) ∞ 1236 Adelheid van Bourgondië (1209-1279) | Hugo van Chalon (1220-1266) ∞ 1236 Adelheid van Bourgondië (1209-1279) | Hugo van Chalon (1220-1266) ∞ 1236 Adelheid van Bourgondië (1209-1279)      | Hugo van Chalon (1220-1266) ∞ 1236 Adelheid van Bourgondië (1209-1279)      | Hugo van Chalon (1220-1266) ∞ 1236 Adelheid van Bourgondië (1209-1279)      | Hugo van Chalon (1220-1266) ∞ 1236 Adelheid van Bourgondië (1209-1279)      |